# Jos van Amelsvoort
Jos van Amelsvoort (Kaatsheuvel, 8 januari 1910 - 14 november 2003) was een Nederlands componist.

## Opleiding
Van Amelsvoort studeerde piano bij Phons Dusch, en compositie bij Willem Pijper aan het Rotterdams Conservatorium in 1934. Gedurende de Tweede Wereldoorlog studeerde hij verder bij Flor Peeters in Mechelen, waar hij ook orgel studeerde. Na de oorlog studeerde hij nog een jaar compositie bij Albert de Klerk.

## Activiteiten
Van Amelsvoort was docent muziektheorie aan het Brabants Conservatorium in Tilburg van 1955 tot 1975. Naast het lesgeven hield hij zich vooral bezig met componeren.

## Composities
Zijn eerste orkestwerk schreef Van Amelsvoort toen hij in België studeerde: Sinfonietta (1944). Het werd pas in 1994 voor de eerste keer gespeeld, voor de televisiedocumentaire van de KRO over zijn leven Componeren voor de eeuwigheid. 
Toen hij les had van Albert de Klerk maakte hij kennis met de motetten van Anton Bruckner en Giuseppe Verdi. Hij raakte onder de indruk van de chromatiek en componeerde zelf vijftig motetten. Doordat hij weinig respons kreeg op zijn  werken voor symfonieorkest ging hij schrijven voor harmonieorkest. Daarnaast schreef hij voor koor, piano, hobotrio, blazerensembles en een aantal missen. 
Van Amelsvoort keerde zich af van de avant-garde, zoals de polytonale stijl van Willem Pijper. Hij voelde zich meer verbonden met de muzikale traditie, en componisten als Bach, Bruckner, Franck, Mahler, Debussy en Ravel hadden grote invloed op hem.

## Werkenlijst
- 1996  Adagio, voor strijkorkest
- 1996  Ante Luciferum, Jesu dulcis, voor vocaal kwartet of koor
- 1995  Nocturne, voor strijkorkest
- 1994  Quintetto I, voor hobokwintet
- 1993  Sept poèmes de Paul Verlaine, voor gemengd koor
- 1989  31 motetten op Gregoriaanse gezangen, voor koor a capella
- 1988  Cantilene, voor blaasorkest
- 1987  Pavane e capriccio, voor blaasorkest
- 1986  Ballade, voor blaasorkest
- 1986  Eglogue, voor harp of piano
- 1986  3 etuden, voor hobo en blaasorkest
- 1985  Tre notturni, voor blaasorkest
- 1982  Notturno I, voor 14 instrumenten
- 1982  Notturno II, voor 14 instrumenten
- 1979  Musichetta, voor 14 instrumenten
- 1975  Concerto grosso, voor orkest
- 1975  Prelude II, voor harmonieorkest
- 1975  Prelude II, voor orkest
- 1970  Prelude I, voor harmonieorkest
- 1969  Ouverture alla francese, voor orkest
- 1965  Tema con variazioni, voor harmonieorchest
- 1965  Tema con variazioni, voor symfonieorkest
- 1964  Suite voor harmonieorkest (hommage à Peter Iljitsj)
- 1962  Ouverture alla francese, voor orgel
- 1961/1980  Toccata nr. 1 en 2, voor piano
- 1961  Missa In honorem immaculati cordis beati Mariae Virginis, voor gemengd koor en kamerorkest
- 1955  Kleine polyphone etudes, voor piano
- 1948-1990 Cantus vesperales: in festis deiparae Virginus Mariae (prima pars) ad 4 voces inaequales
- 1948-1990 Cantus vesperales: in festis deiparae Virginis Mariae (secunda pars), ad 4 voces inaequales
- 1947  Reyen van Vondels Lucifer, voor gemengd koor a capella
- 1945  Sinfonietta, voor orkest
- 1943  Toccata con corale e fuga, voor orgel
- 1942/1947/1946  Jesu dulcis, Phantasia symphonica, O filii et filiae, voor orgel
- 1939/1942/1992  Choraal in b mineur; Creator alme siderum; Fantasia, voor orgel
- 1939  O quam amabilis, voor gemengd koor
- 1936  12 pianostukjes bij sprookjes van Andersen, naar een manuscript van Jos van Amelsvoort met afbeeldingen naar houtsneden van Hans Tegner
- Schoon lief ..., voor sopraan, alt, tenor en bas
- Deux élégies, voor 2 fluiten, 2 hobo's (Engelse hoorn), 3 klarinettem, 4 hoorns, 2 fagotten en contrabas
- Larghetto e scherzo, voor harmonieorkest